# Iván Miranda
Iván Miranda Chang (* 8. März 1980 in Lima) ist ein ehemaliger peruanischer Tennisspieler.

## Biographie
Seine höchste Platzierung im ATP Ranking war Position 104 am 14. Juli 2003. Er war bereits Landesmeister bei den Herren. Bei den Juegos Bolivarianos (Spiele zu Ehren von Simón Bolívar) 1997 in Arequipa gewann Miranda eine Silbermedaille im Einzel und eine Goldmedaille im Doppel.
2000 gewann er sein erstes Turnier der Future-Kategorie. Es fand in Lima statt. Im Folgejahr gewann er beim Turnier in Boca Raton gegen den Venezolaner José de Armas.
Im Januar 2002 gewann er das Turnier in Hallandale Beach. Zwei Monate später sicherte er sich seinen ersten Challengertitel in Salinas, Ecuador. Im Finale bezwang er Ricardo Mello. Bei den Challengers in Birmingham (Aus gegen Alex Kim), San Antonio (Aus gegen Mardy Fish) und São Paulo (Aus gegen Luis Horna) kam er bis ins Halbfinale. Im brasilianischen Challengerturnier Gramado musste er sich lediglich Júlio Silva im Finale geschlagen geben. Im gleichen Jahr konnte er sich auch erstmals für ein Grand-Slam-Turnier qualifizieren. Bei den French Open scheiterte er jedoch bereits in der ersten Runde an Sjeng Schalken.
2003 konnte Miranda zum zweiten Mal das Finale von Salinas erreichen, verlor aber gegen Giovanni Lapentti. In Andorra konnte er das Halbfinale (Aus gegen Wang Yeu-tzuoo) erreichen. Auch ins Halbfinale schaffte er es im Doppel in St. Jean de Luz (mit Paul Baccanello) und Bermuda (mit Dušan Vemić). 2004 erreichte er im Einzel lediglich das Halbfinale beim Challengerturnier von Manta. Gemeinsam mit Ricardo Mello gewann er im Doppel beim Turnier Campos do Jordão. Eine Woche später erreichte er mit Mellos Landsmann Marcos Daniel das Finale von Belo Horizonte. Dort verloren sie gegen die Zwillinge Sanchai und Sonchat Ratiwatana.
2005 musste er sich im Finale des Futures in de Armas und im Halbfinale von Colombia F6 Santiago Giraldo geschlagen geben. 2006 hat er drei Futures gewonnen. Bei drei weiteren stand er im Finale. 2007 gewann Miranda zum zweiten Mal nach 2001 die peruanische Tennismeisterschaft durch einen Sieg im Finale gegen Mauricio Echazú. 2011 spielte er letztmals regelmäßig Turniere.
Er spielte für die peruanische Davis-Cup-Mannschaft und hat dort in 31 Begegnungen eine Bilanz von 27:34.

## Erfolge
| Legende (Anzahl der Siege)  |
| Grand Slam                  |
| ATP World Tour Finals       |
| ATP World Tour Masters 1000 |
| ATP World Tour 500          |
| ATP World Tour 250          |
| ATP Challenger Tour (4)     |

### Einzel

#### Turniersiege
| Nr. | Datum         | Turnier        | Belag     | Finalgegner     | Ergebnis |
| --- | ------------- | -------------- | --------- | --------------- | -------- |
| 1.  | 17. März 2002 | Salinas (1)    | Hartplatz | Ricardo Mello   | 6:3, 6:4 |
| 2.  | 15. März 2008 | Salinas (2)    | Hartplatz | Diego Junqueira | 6:2, 6:2 |
| 3.  | 10. Mai 2008  | Tunica Resorts | Sand (i)  | Carsten Ball    | 6:4, 6:4 |

### Doppel

#### Turniersiege
| Nr. | Datum         | Turnier          | Belag     | Partner       | Finalgegner                  | Ergebnis |
| --- | ------------- | ---------------- | --------- | ------------- | ---------------------------- | -------- |
| 1.  | 19. Juli 2004 | Campos do Jordão | Hartplatz | Ricardo Mello | Alejandro Hernandez André Sá | 6:3, 6:4 |